# ایل پوستینو: پستچی
ایل پوستینو: پستچی (به انگلیسی: Il Postino: The Postman) فیلمی به کارگردانی مایکل ردفورد با بازی فیلیپ نوآره است.